# Ali G
Ali G (Alistair Leslie Graham) je fiktivni satirični lik kojeg je osmislio ali ga i glumi britanski komičar i glumac Sacha Cohen.

## Nastanak lika i prvi nastupi
Cohen je lik Ali G-ja osmislio kao sitnog kriminalca i MC-ja iz londonskog predgrađa Stainesa. U televizijskoj emisiji Da Ali G Show Ali G je ugostio i intervjuirao mnogobrojne poznate osobe. Svojim uličnim rječnikom te postavljanjem često naizgled trivijalnih pa i glupih pitanja svoje je goste u pravilu znao dovesti na opće oduševljenje gledatelja do neočekivanih reakcija, smijeha pa i ljutnje jer često uopće nisu razumjeli ironiju koju je Ali G koristio u razgovoru.

## Zablude oko identiteta
Brojni mediji u početku nisu razumjeli ideju fiktivnog lika, te su Ali G-ja u stvari smatrali Cohenom, i obrnuto. Dokaz je to briljantne manipulacije koju je Cohen priredio kroz svoju emisiju, filmove i nastupe u javnosti i medijima, 

## Kontroverze
Iako se radi o potpuno izmišljenom fiktivnom liku koji potenciranjem određenih tema u stvari samo skreće pažnju javnosti na ta pitanja, nastupi Ali G-ja su redovito izazivali burnu reakciju. Zbog brojnih aluzija na seks, droge, kriminal i brojna druga osjetljiva pitanja u britanskom društvu ali i šire nerijetko je na sebe navukao i bijes i brojne oštre kritike pretežno konzervativnih i crkvenih krugova.

## TV emisije i filmovi
- Ali G Indahouse (cjelovečernji film, 2002.)
- Da Ali G Show (TV serija, 2003. – 2004.)